# Karsten Möring

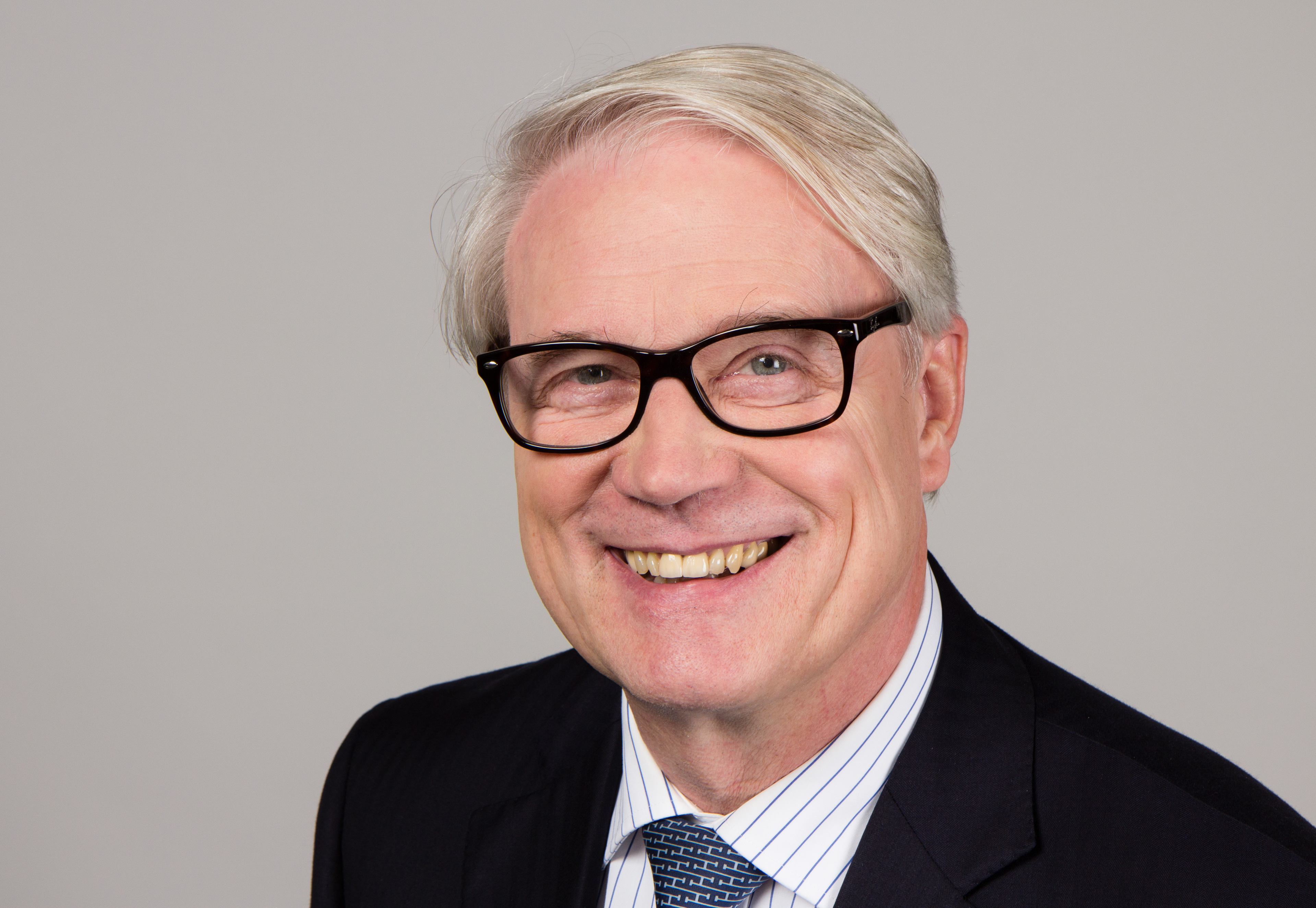
Karsten Möring (2014)

Karsten Möring (* 30. August 1949 in Schneverdingen) ist ein deutscher Politiker (CDU). Er war von 2013 bis 2021 Mitglied des Deutschen Bundestages.

## Leben und Beruf
Möring machte 1968 sein Abitur am Gymnasium in Soltau und studierte nach seinem Wehrdienst ab 1970 Geschichte und Geographie an der Universität Köln. Während seines Studiums wurde er 1970 Mitglied der Kölner Burschenschaft Wartburg-Germania Leipzig, der heutigen Kölner Burschenschaft Wartburg-Suevia Leipzig.
Nach Examen und Referendariat trat er 1977 in den Schuldienst, wurde 1989 stellvertretender Schulleiter am Max-Ernst-Gymnasium Brühl und 1992 Schulleiter am Maximilian-Kolbe-Gymnasium Köln.
Er ist verheiratet und hat ein Kind. Möring ist evangelisch-lutherischer Konfession.

## Politische Ämter
Er wurde 1999 in den Stadtrat von Köln gewählt. Dort übernahm er von 2004 bis 2009 den Vorsitz des Verkehrsausschusses.
Bei der Bundestagswahl 2013 wurde Möring über Platz 46 der CDU-Landesliste Nordrhein-Westfalen zum Mitglied des Deutschen Bundestages gewählt. Bei der Bundestagswahl 2017 errang er das Direktmandat im Wahlkreis Köln I, wobei er sich gegen Martin Dörmann (SPD) durchsetzte, der dieses Direktmandat zuvor seit der Bundestagswahl 2002 innehatte.
Im 19. Deutschen Bundestag war er ordentliches Mitglied im Ausschuss für Umwelt, Naturschutz und nukleare Sicherheit und im Ausschuss für Bau, Wohnen, Stadtentwicklung und Kommunen sowie stellvertretendes Mitglied im Ausschuss für Verkehr und digitale Infrastruktur und im Ausschuss für Wirtschaft und Energie.
Bei der Wahl zum 20. Deutschen Bundestag errang er in seinem Wahlkreis hinter den Kandidatinnen von SPD und Grünen nur den dritten Platz mit 22,6 % und verlor damit sein Abgeordnetenmandat an Sanae Abdi.

## Sonstige Ämter
- Vorstandsvorsitzender der Stiftung Umwelt und Entwicklung Nordrhein-Westfalen[4]
- Vorsitzender der Deutsch-Finnischen Gesellschaft in Köln e.V.
- Mitglied im Kuratorium der Otto Benecke Stiftung e.V.
- Vorsitzender des DRK-Ortsverein Porz am Rhein

- Präsident der Deutschen Gartenbau-Gesellschaft 1822